# Col du Pertuis (Drôme)
Der Col du Pertuis ist ein 632 Meter hoher Gebirgspass in den Ausläufern der französischen Alpen. Er verbindet die Gemeinde Dieulefit im Süden mit Félines-sur-Rimandoule im Norden und verläuft dabei auf der D538 bzw. D110.
In den Départements Haute-Loire und Puy-de-Dôme befindet sich jeweils ein Pass mit demselben Namen. Diese sind mit 1025 und 952 Metern jedoch etwas höher.

## Lage und Streckenführung
Der Col du Pertuis liegt im Département Drôme. Er ist Teil der Provenzalischen Voralpen und befindet sich in der Naturlandschaft Diois. Im Westen der Passhöhe liegt der 971 Meter hohe Gipfel des Serre Gros.
Die Südauffahrt von Dieulefit ist fünf Kilometer lang und weist eine durchschnittliche Steigung von 4,6 % auf. Sie verläuft auf der D358, die im oberen Abschnitt zwei Kehren beinhaltet. Hier werden mit rund 7 % auch die höchsten Kilometerschnitt erreicht. Folgt man der Straße weiter in Fahrtrichtung Norden erreicht man wenig später den Col de Boutière, der mit einer Höhe von 655 etwas höher ist.
Die Nordauffahrt führt von Félines-sur-Rimandoule auf der schmaleren D110 auf die Passhöhe. Diese steigt auf einer Länge von 4,5 Kilometern im Schnitt mit 5,7 % an.
Alternativ kann die Passhöhe auch aus nördlicher Richtung über die D358 erreicht werden. Dabei muss jedoch zunächst der Col de Boutière überquert werden, ehe die letzten drei Kilometer teils bergab über drei Kilometer zum Col du Pertuis führen. Dazwischen wird mit dem Col de Ventebrun ein weiterer Pass passiert, der auf der D191 verläuft.

## Radsport
Im Jahr 2025 führte die Tour de France im Rahmen der 17. Etappe erstmals über den Col du Pertuis. Die Auffahrt erfolgte dabei aus südlicher Richtung, wobei auf der Passhöhe eine Bergwertung der 4. Kategorie abgenommen wurde.
| Jahr | Etappe     | Bergwertung  | Fahrer           | Auffahrt |
| ---- | ---------- | ------------ | ---------------- | -------- |
| 2025 | 17. Etappe | 4. Kategorie | Jonas Abrahamsen | Süd      |